# Крыжановский, Николай Кириллович
Николай Кириллович Крыжановский (бел. Мікалай Кірылавіч Крыжаноўскі; 1 марта 1937, Бобруйск — 17 декабря 2024) — депутат Верховного Совета Белоруссии (1990—1995).

## Биография
Родился 1 марта 1937 года в Бобруйске.
В 1966 году окончил Ленинградский политехнический институт по специальности инженер-конструктор.
С 1960 года работал на БелАЗе, с 1977 по 1992 год — начальник конструкторского бюро гидравлики отдела главного конструктора, (г. Жодино Смолевичского района Минской области). Член КПСС с декабря 1960 года по июнь 1990.
Участвовал в разработке многих моделей самосвалов БелАЗ. Автор нескольких изобретений.
Депутат Верховного Совета Республики Беларусь (1990—1995, Жодинский Автозаводской округ № 86 Минской области).
В 1992—1995 гг. заведующий инвестиционным отделом Контрольной палаты Республики Беларусь. Затем до 2012 года работал в аналитическом центре Академии наук.
Умер 17 декабря 2024 года.
Сочинения:
- Добрых Л. И., Шумский М. Ф., Крыжановский Н. К. — Новые карьерные автомобили-самосвалы БелАЗ-7519 и БелАЗ-75191. Техническая характеристика. «Автомобильная промышленность», 1984 г. № 5.
- Добрых JI. И. Шумский М. Ф., Крыжановский Н. К. Силовая установка, трансмиссия и подвеска карьерных автомобилей самосвалов БелАЗ-7519 и БелАЗ-75191 // Автомобильная промышленность. — М: Машиностроение, № 6, 1984. — С. 13-15.